# Łomia
Łomia – wieś sołecka w Polsce położona w województwie mazowieckim, w powiecie mławskim, w gminie Lipowiec Kościelny.
W latach 1954–1959 wieś należała i była siedzibą władz gromady Łomia, po jej zniesieniu w gromadzie Turza Mała. W latach 1975–1998 miejscowość administracyjnie należała do województwa ciechanowskiego.
W latach ok. 1890-1980 istniał tam dworek, który został doszczętnie zburzony przez funkcjonujące w tej wsi państwowe gospodarstwo rolne (PGR).
W miejscowości tej znajdują się przedszkole i szkoła podstawowa funkcjonująca od 1958 r.; do roku 1939 istniała szkoła czteroklasowa w budynku mieszkalnym udostępnionym przez jednego z mieszkańców.